# Ormenans
Ormenans est une commune française située dans le département de la Haute-Saône, la région culturelle et historique de Franche-Comté et la région administrative Bourgogne-Franche-Comté.

## Géographie

### Climat
Pour des articles plus généraux, voir Climat de la Bourgogne-Franche-Comté et Climat de la Haute-Saône.
En 2010, le climat de la commune est de type climat des marges montargnardes, selon une étude du Centre national de la recherche scientifique s'appuyant sur une série de données couvrant la période 1971-2000. En 2020, Météo-France publie une typologie des climats de la France métropolitaine dans laquelle la commune est exposée à un climat semi-continental et est dans la région climatique  Lorraine, plateau de Langres, Morvan, caractérisée par un hiver rude (1,5 °C), des vents modérés et des brouillards fréquents en automne et hiver. 
Pour la période 1971-2000, la température annuelle moyenne est de 10,1 °C, avec une amplitude thermique annuelle de 17,3 °C. Le cumul annuel moyen de précipitations est de 1 058 mm, avec 13,4 jours de précipitations en janvier et 9,9 jours en juillet. Pour la période 1991-2020, la température moyenne annuelle observée sur la station météorologique de Météo-France la plus proche, « Rioz », sur la commune de Rioz à 11 km à vol d'oiseau, est de 11,2 °C et le cumul annuel moyen de précipitations est de 1 084,6 mm. 
La température maximale relevée sur cette station est de 39,6 °C, atteinte le 25 juillet 2019 ; la température minimale est de −21,8 °C, atteinte le 20 décembre 2009,,. 
Les paramètres climatiques de la commune ont été estimés pour le milieu du siècle (2041-2070) selon différents scénarios d'émission de gaz à effet de serre à partir des nouvelles projections climatiques de référence DRIAS-2020. Ils sont consultables sur un site dédié publié par Météo-France en novembre 2022.

## Urbanisme

### Typologie
Au 1er janvier 2024, Ormenans est catégorisée commune rurale à habitat dispersé, selon la nouvelle grille communale de densité à sept niveaux définie par l'Insee en 2022.
Elle est située hors unité urbaine. Par ailleurs la commune fait partie de l'aire d'attraction de Besançon, dont elle est une commune de la couronne,. Cette aire, qui regroupe 310 communes, est catégorisée dans les aires de 200 000 à moins de 700 000 habitants,.

### Occupation des sols
L'occupation des sols de la commune, telle qu'elle ressort de la base de données européenne d’occupation biophysique des sols Corine Land Cover (CLC), est marquée par l'importance des territoires agricoles (46,4 % en 2018), en diminution par rapport à 1990 (50,7 %). La répartition détaillée en 2018 est la suivante : 
forêts (42,8 %), terres arables (32,8 %), prairies (13,6 %), zones industrielles ou commerciales et réseaux de communication (7,1 %), zones urbanisées (3,8 %). L'évolution de l’occupation des sols de la commune et de ses infrastructures peut être observée sur les différentes représentations cartographiques du territoire : la carte de Cassini (XVIIIe siècle), la carte d'état-major (1820-1866) et les cartes ou photos aériennes de l'IGN pour la période actuelle (1950 à aujourd'hui).

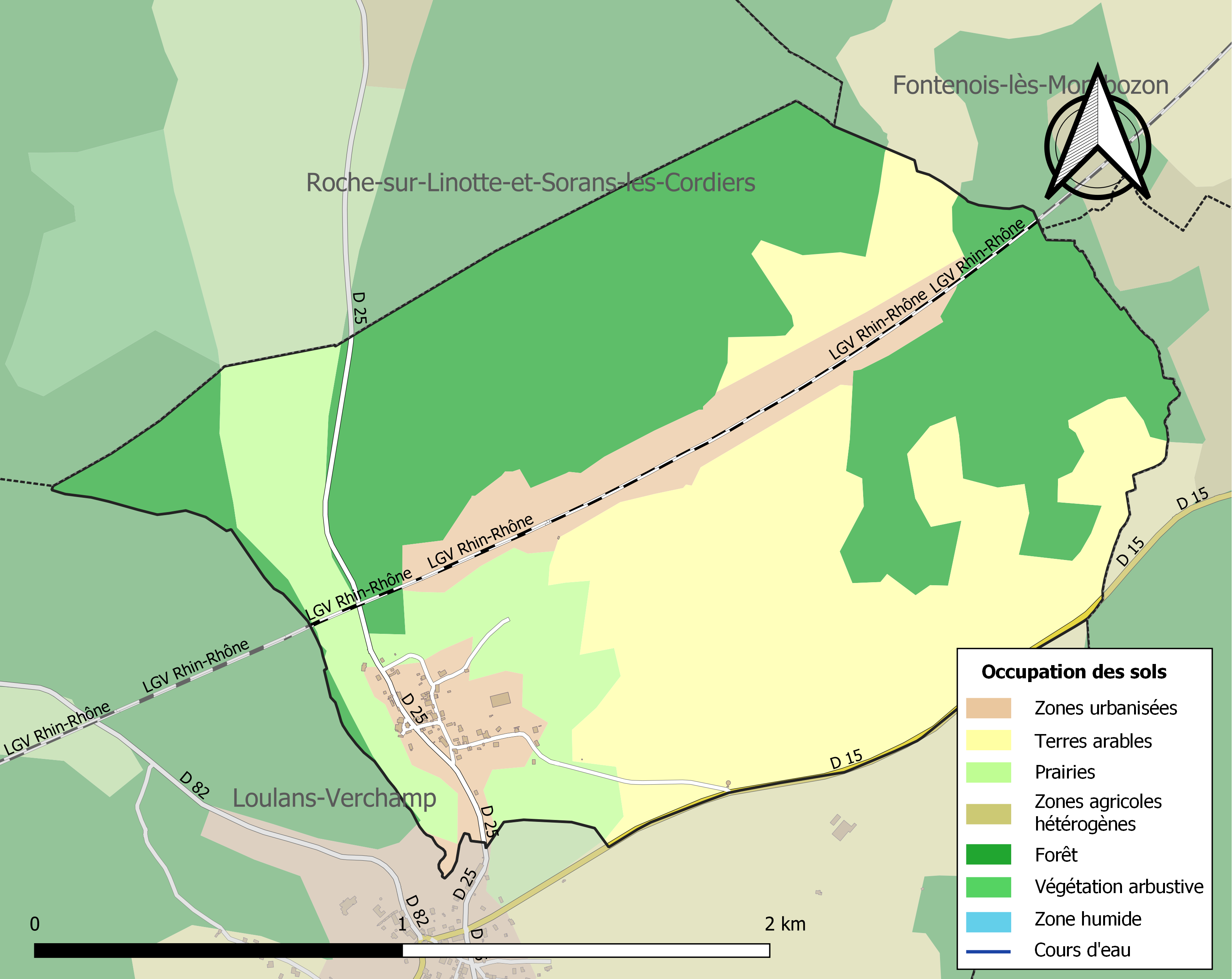
Carte des infrastructures et de l'occupation des sols de la commune en 2018 (CLC).

## Héraldique
|  | Les armes de la commune se blasonnent ainsi : D’azur à la fasce d’argent chargée d’un tour de sinople et accompagnée en chef de deux carreaux en losange et en pointe d’une rose, le tout d’or. |

## Politique et administration

### Rattachements administratifs et électoraux
La commune fait partie de l'arrondissement de Vesoul du département de la Haute-Saône,  en région Bourgogne-Franche-Comté. Pour l'élection des députés, elle dépend de la deuxième circonscription de la Haute-Saône.
Ormenans faisait partie depuis 1801 du canton de Montbozon. Dans le cadre du redécoupage cantonal de 2014 en France, la commune est rattachée au canton de Rioz.

### Intercommunalité
Ormenans était membre de la communauté de communes du Pays de Montbozon, créée le 29 décembre 2000.
Dans le cadre de la mise en œuvre du schéma départemental de coopération intercommunale approuvé en décembre 2011 par le préfet de Haute-Saône, et qui prévoit notamment la fusion la fusion des communautés de communes du Pays de Montbozon et du Chanois, afin de former une nouvelle structure regroupant 27 communes et environ 6 500 habitants, la commune est membre depuis le 1er janvier 2014 de la communauté de communes du Pays de Montbozon et du Chanois.

### Liste des maires
| Période                                  | Période  | Identité                | Étiquette | Qualité |
| ---------------------------------------- | -------- | ----------------------- | --------- | --- |
| Les données manquantes sont à compléter. |          |                         |           | |
| 1843                                     |          | Jean François Lallemand |           | |
| 1977                                     | En cours | Daniel Bas              | UMP-LR    | Retraité Vice-président de la CC du Pays de Montbozon et du Chanois (2014 → ) Réélu pour le mandat 2014-2020, |

## Démographie
En 2022, la commune d’Ormenans comptait 85 habitants. À partir du XXIe siècle, les recensements réels des communes de moins de 10 000 habitants ont lieu tous les cinq ans. Les autres « recensements » sont des estimations.
| 1793 | 1800 | 1806 | 1821 | 1831 | 1836 | 1841 | 1846 | 1851 |
| ---- | ---- | ---- | ---- | ---- | ---- | ---- | ---- | ---- |
| 195  | 180  | 193  | 192  | 254  | 222  | 223  | 228  | 203  |

| 1856 | 1861 | 1866 | 1872 | 1876 | 1881 | 1886 | 1891 | 1896 |
| ---- | ---- | ---- | ---- | ---- | ---- | ---- | ---- | ---- |
| 158  | 164  | 160  | 144  | 152  | 136  | 133  | 139  | 140  |

| 1901 | 1906 | 1911 | 1921 | 1926 | 1931 | 1936 | 1946 | 1954 |
| ---- | ---- | ---- | ---- | ---- | ---- | ---- | ---- | ---- |
| 116  | 122  | 94   | 94   | 106  | 117  | 120  | 132  | 97   |

| 1962 | 1968 | 1975 | 1982 | 1990 | 1999 | 2006 | 2008 | 2013 |
| ---- | ---- | ---- | ---- | ---- | ---- | ---- | ---- | ---- |
| 80   | 99   | 78   | 62   | 56   | 51   | 61   | 64   | 64   |

| 2018 | 2022 | - | - | - | - | - | - | - |
| ---- | ---- | - | - | - | - | - | - | - |
| 80   | 85   | - | - | - | - | - | - | - |

## Lieux et monuments

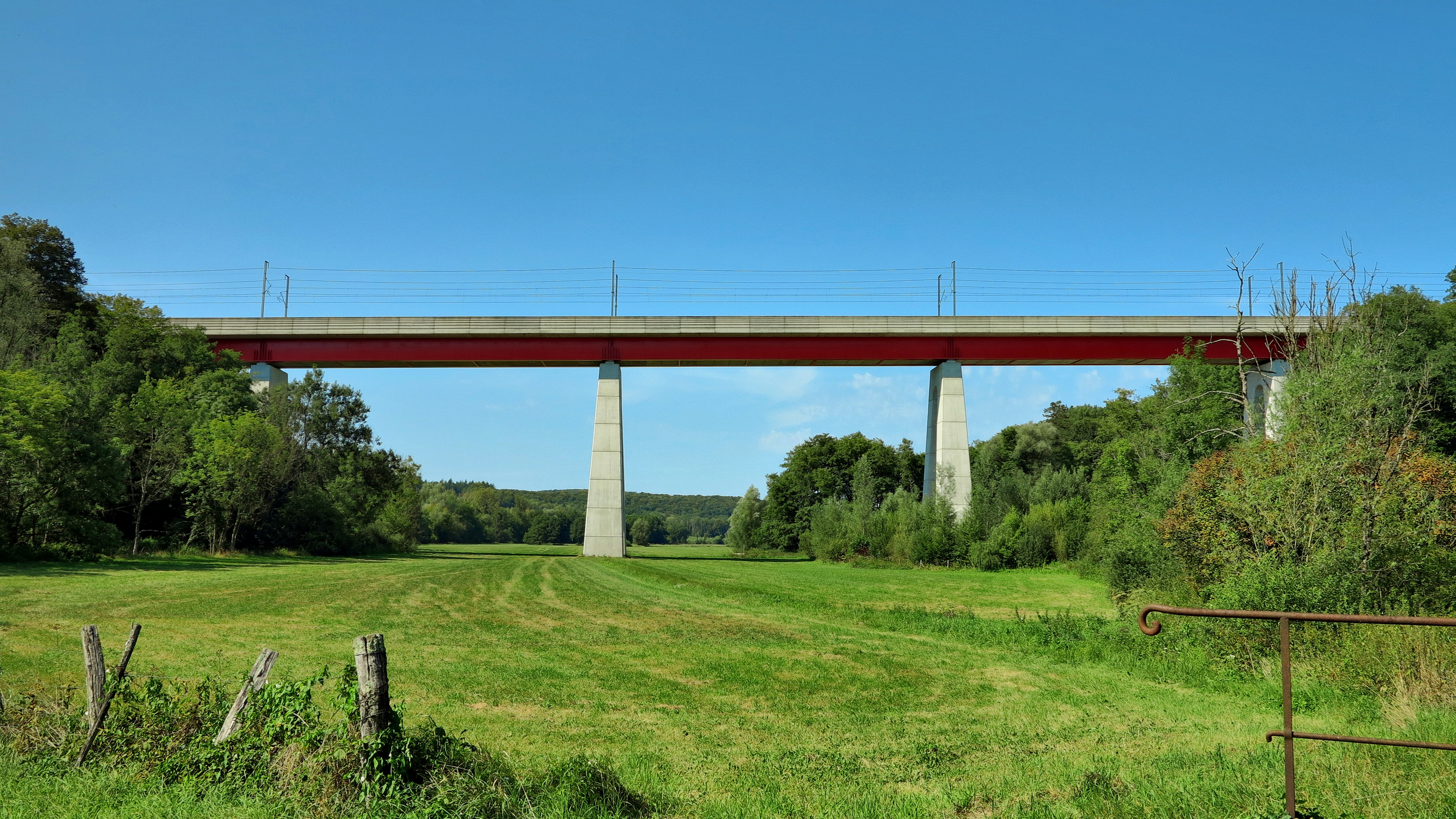
Le pont LGV sur la Linotte.

- Le lavoir à colonnettes de fonte, particulières par leurs chapiteaux palmiformes qu'on ne retrouve nulle part ailleurs, construit en 1829.
- La vallée de la Linotte affluent de la Quenoche.
- La LGV Rhin-Rhône et son pont sur la Linotte.